# Hilden
Hilden is een stad en gemeente in de Duitse deelstaat Noordrijn-Westfalen, gelegen in de Kreis Mettmann. De gemeente telt 55.274 inwoners (31 december 2020) op een oppervlakte van 25,96 km².

## Verkeer en vervoer
Spoorwegstations:
- Station Hilden
- Station Hilden Süd

## Geboren
- Michael Tarnat (27 oktober 1969), Duits voetballer en voetbaltrainer

## Afbeeldingen

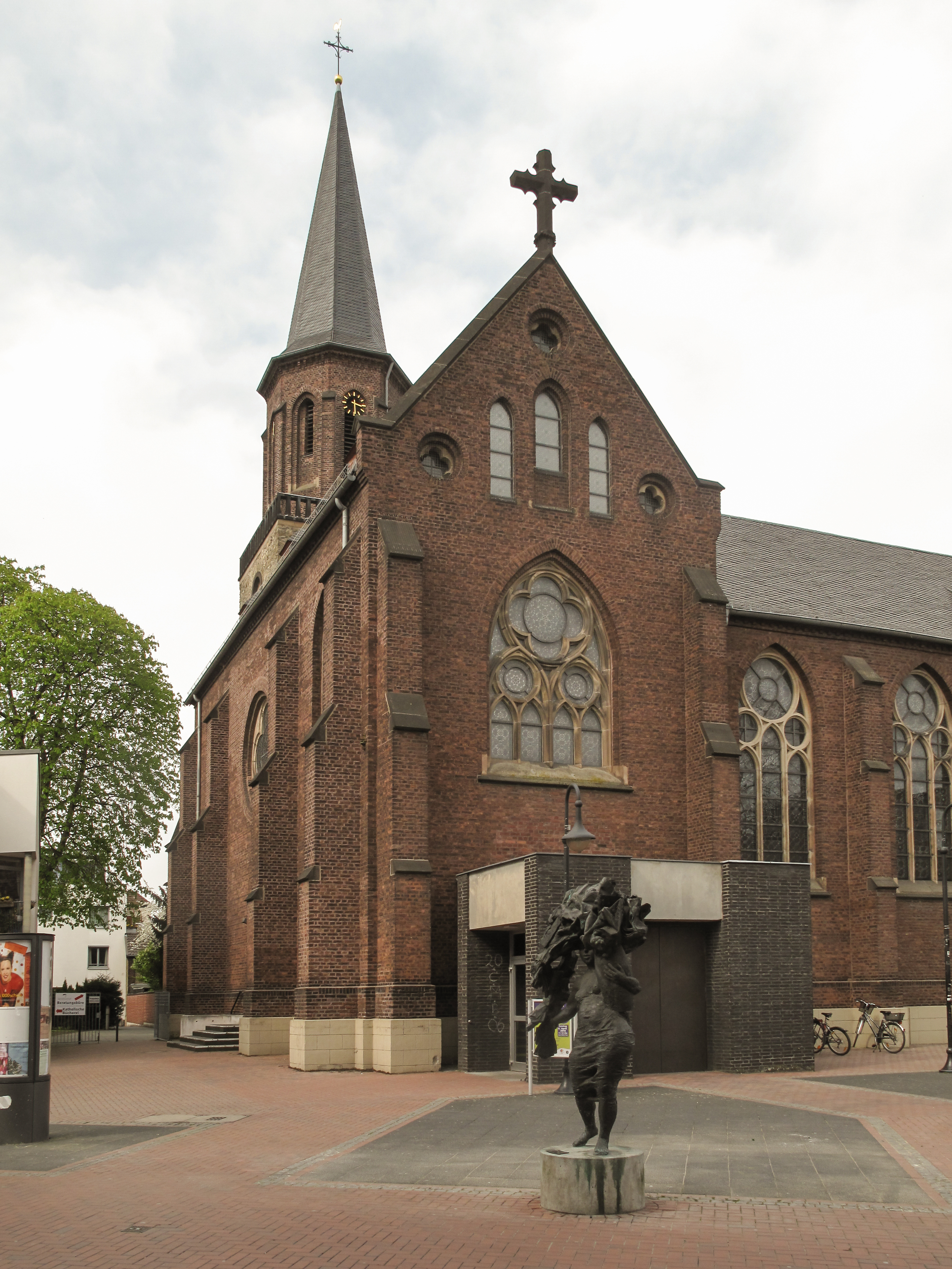
Hilden, kerk: die Sankt Jacobuskirche
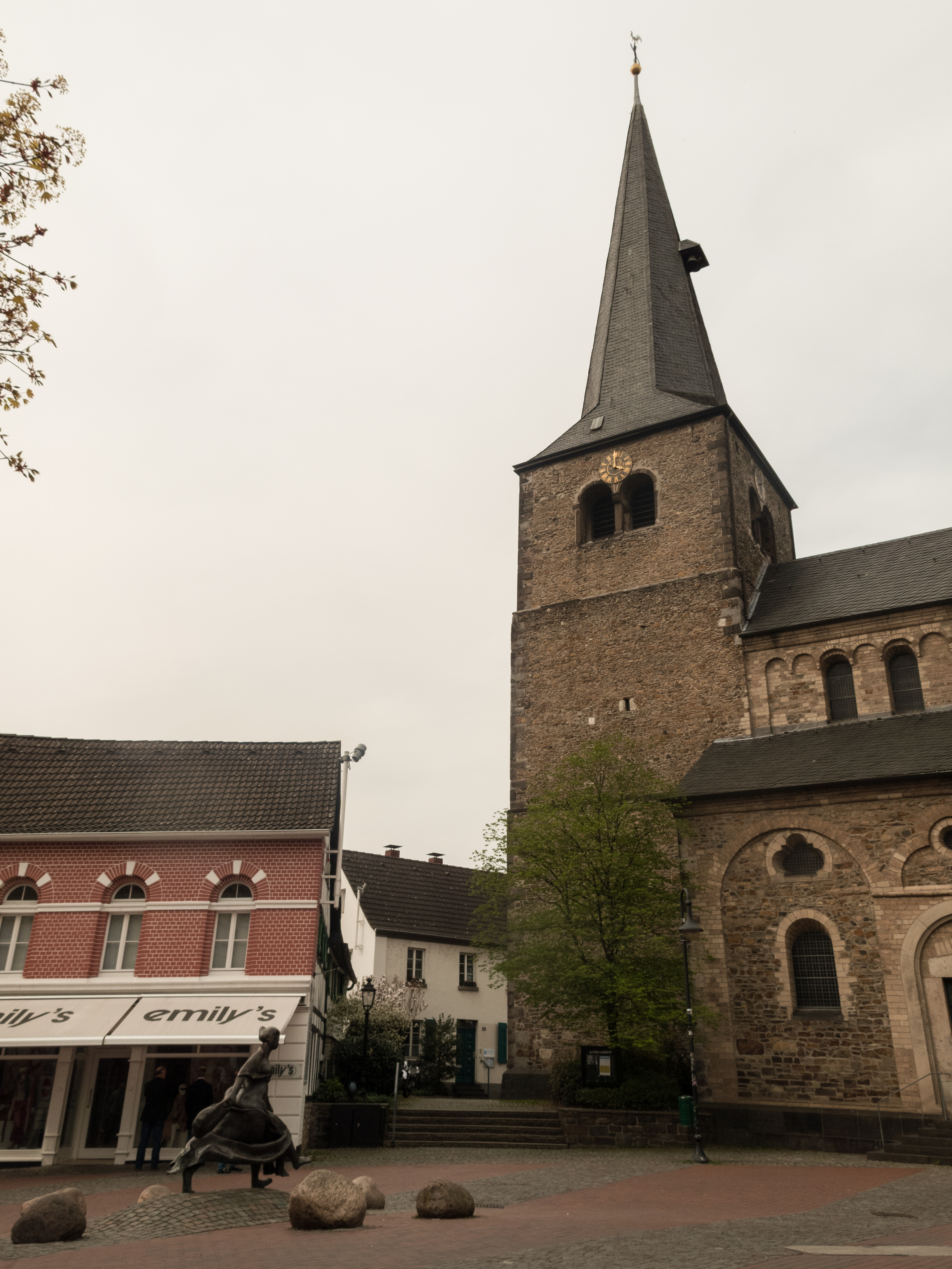
Hilden, kerk: die Reformationskirche
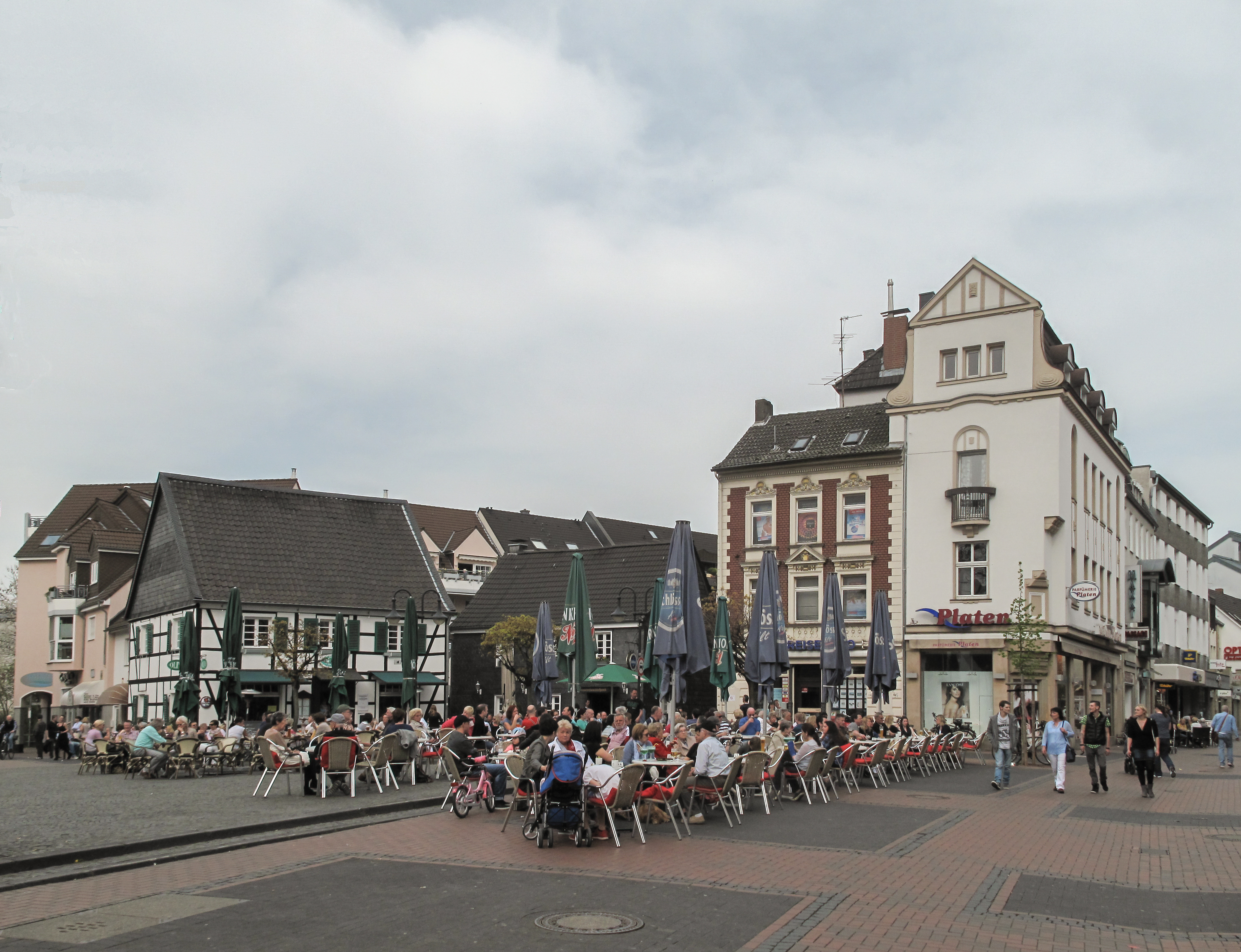
Hilden, straatzicht Mittelstrasse
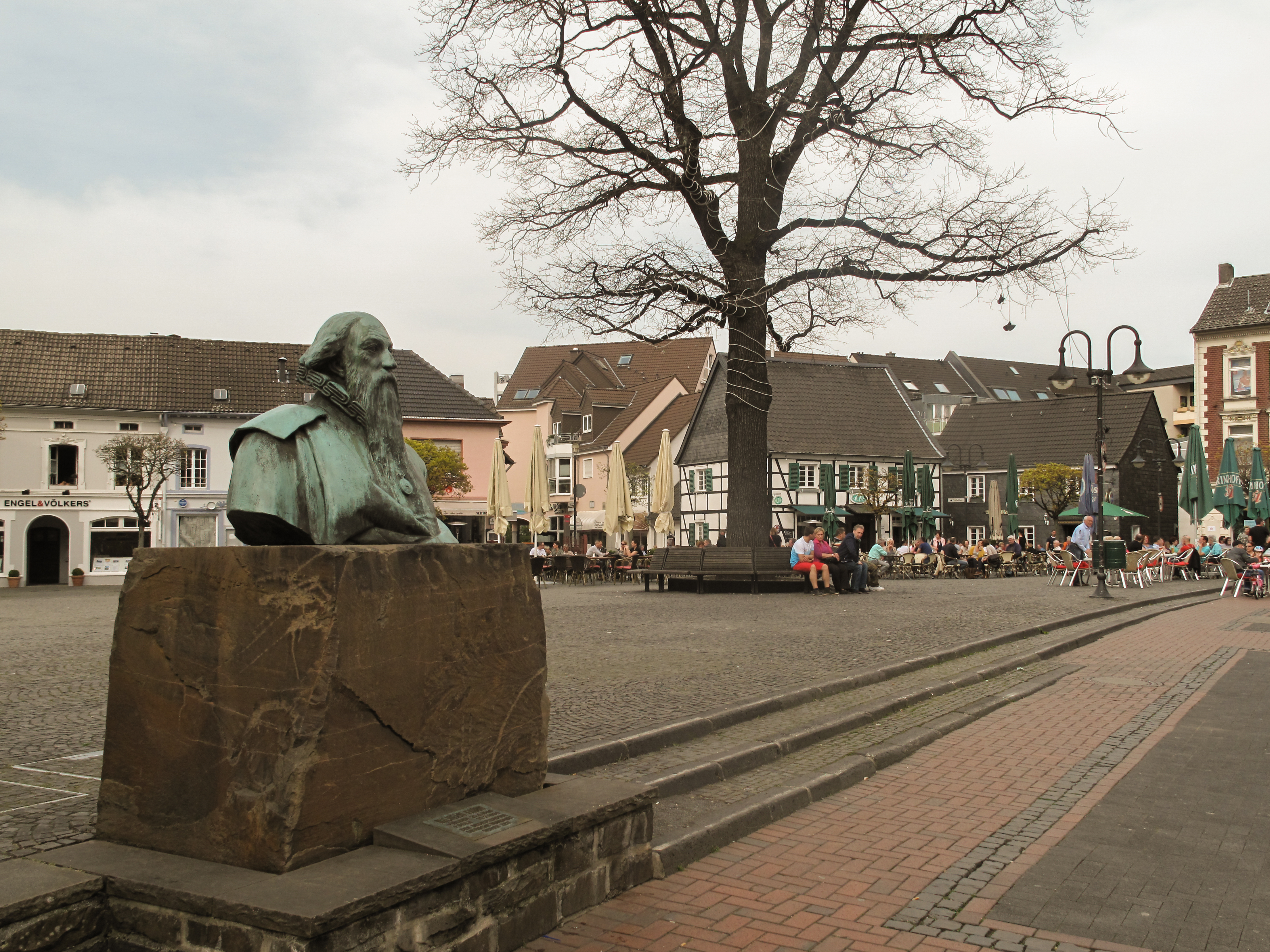
Hilden, Büste van Wilhelm Fabry aan de markt
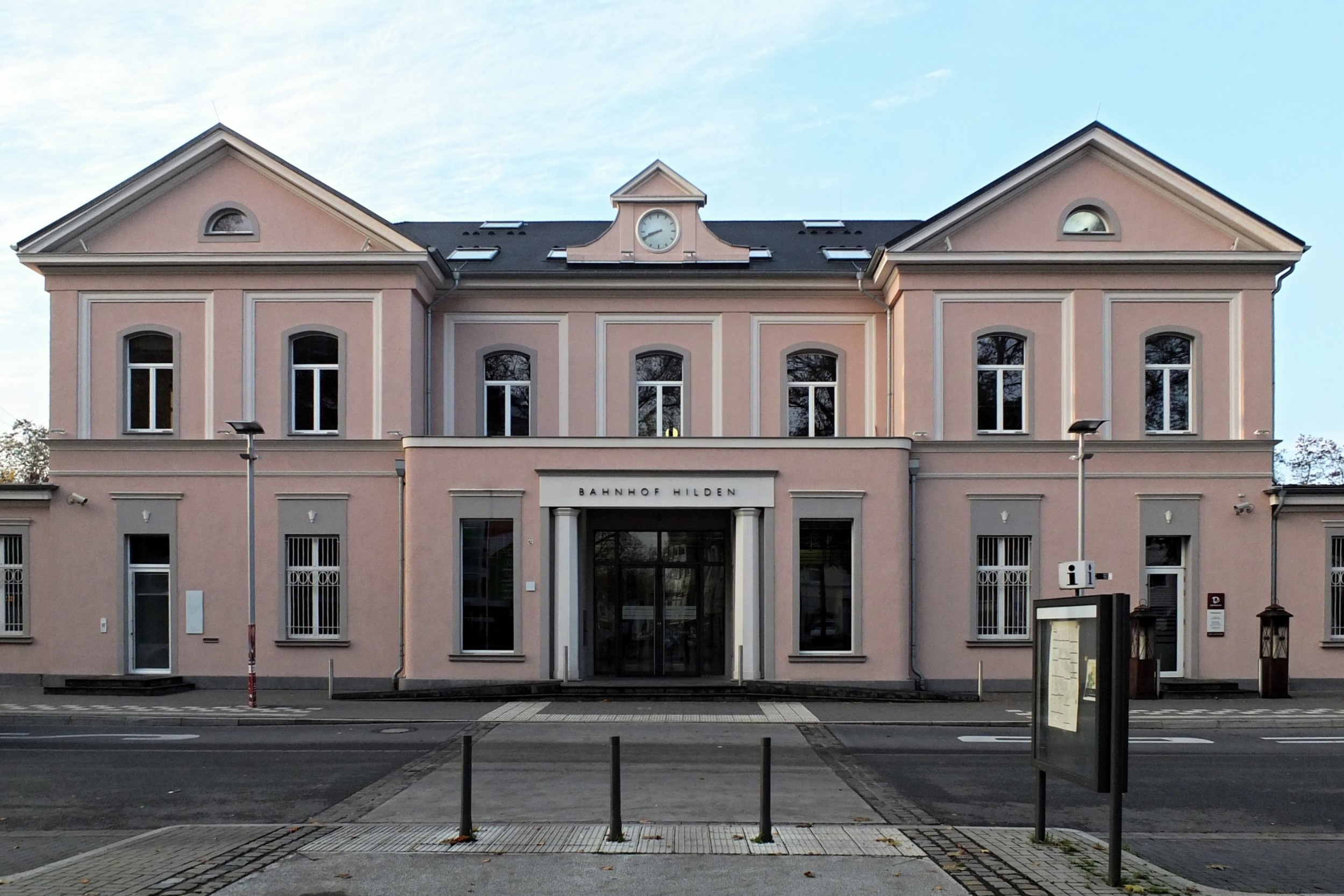
Station Hilden

Erkrath · Haan · Heiligenhaus · Hilden · Langenfeld · Mettmann · Monheim am Rhein · Ratingen · Velbert · Wülfrath